# Dio-et-Valquières
Dio-et-Valquières is een voormalige  gemeente in het Franse departement Hérault in de regio Occitanie en telt 154 inwoners (2004). Dio-et-Valquières maakt deel uit van het arrondissement Lodève.

## Geschiedenis
De gemeente fuseerde op 1 januari 2025 met Lunas tot de commune nouvelle Lunas-les-Châteaux.

## Geografie
De oppervlakte van Dio-et-Valquières bedraagt 19,1 km², de bevolkingsdichtheid is 8,1 inwoners per km².

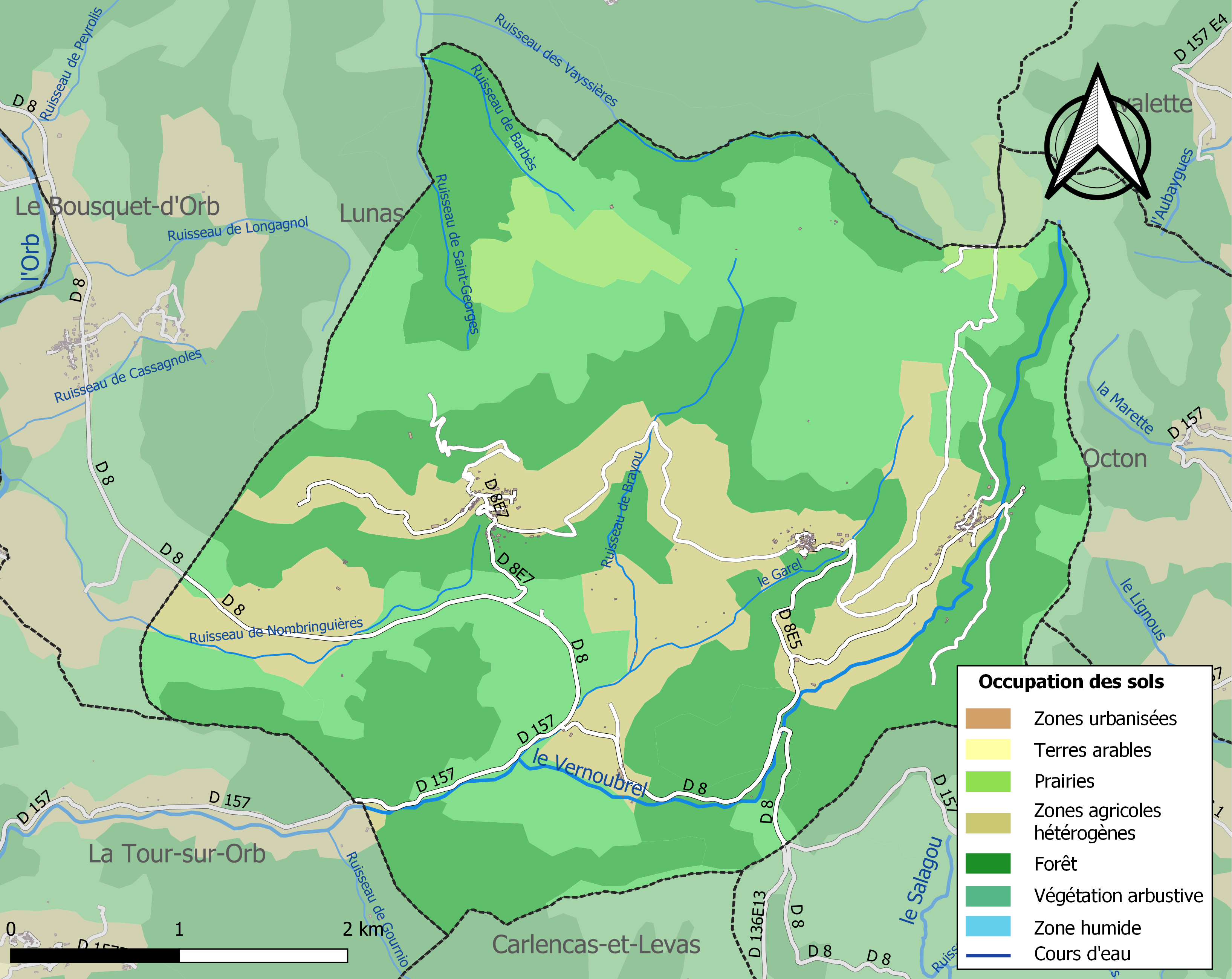
Kaart van de gemeente met de belangrijkste infrastructuur, bodemgebruik en omliggende gemeenten

## Demografie
Onderstaande figuur toont het verloop van het inwonertal (bron: INSEE-tellingen).